# Tranqueras
Tranqueras è una città dell'Uruguay, situata nel Dipartimento di Rivera.